# Peter Kurth
Peter Kurth (n. Güstrow, 4 de abril de 1957) es un actor alemán. Ha aparecido en más de setenta películas desde su debut en 1992, entre ellas Good Bye, Lenin! (2003) y series de televisión como Babylon Berlin (2017).

## Filmografía
La siguiente es una selección de su filmografía:
| Año  | Título                    | Papel  | Notss      |
| ---- | ------------------------- | ------ | ---------- |
| 2003 | Wolfsburg                 |        |            |
| 2003 | Good Bye, Lenin!          |        |            |
| 2005 | Gespenster                |        |            |
| 2006 | Ein Freund von mir        |        |            |
| 2009 | Zwölf Meter ohne Kopf     |        |            |
| 2013 | Gold                      |        |            |
| 2015 | Herbert                   |        |            |
| 2016 | Paradise                  |        |            |
| 2018 | In den Gängen             | Bruno  |            |
| 2018 | Sew the Winter to My Skin |        |            |
| 2019 | Criminal: Alemania        | Jochen | 1 capítulo |
| 2021 | La puerta de al lado      | Vecino |            |